# Каве (Анкона)
Каве је насеље у Италији у округу Анкона, региону Марке.
Према процени из 2011. у насељу је живело 44 становника. Насеље се налази на надморској висини од 358 м.